# Leopoldo de Almeida
Leopoldo Neves de Almeida (Anjos, Lisboa, 18 de outubro de 1898 – São Mamede, Lisboa, 28 de abril de 1975) foi um escultor e professor português. Pertence à segunda geração de artistas modernistas portugueses.
Ao longo de mais de meio século de intensa atividade, Leopoldo de Almeida tornou-se numa figura marcante da escultura portuguesa do século XX e, particularmente, uma das melhores expressões da estatuária oficial modernizante implementada pelo Estado Novo.
Foi autor de uma obra diversificada onde fundiu um "academismo de definição clássica" com traços renovadores modernizantes. Esculpiu e modelou retratos, figuras da história, esculturas de temática religiosa, etc., tendo realizado importantes encomendas para espaços públicos de onde podem destacar-se ainda as estátuas de Castilho e Oliveira Martins, Avenida da Liberdade, Lisboa; Ramalho Ortigão, Porto; Justiça, Palácio da Justiça do Porto; D. Afonso Henriques e D. João I, Câmara Municipal de Lisboa; estátua equestre de D. Nuno Álvares Pereira, 1961 (colocada na Batalha em 1968); estátua equestre de D. João I, 1970, Praça da Figueira, Lisboa; Guerra Junqueiro, 1970, Porto; etc.

## Biografia / Obra

### Anos iniciais: de Lisboa a Roma

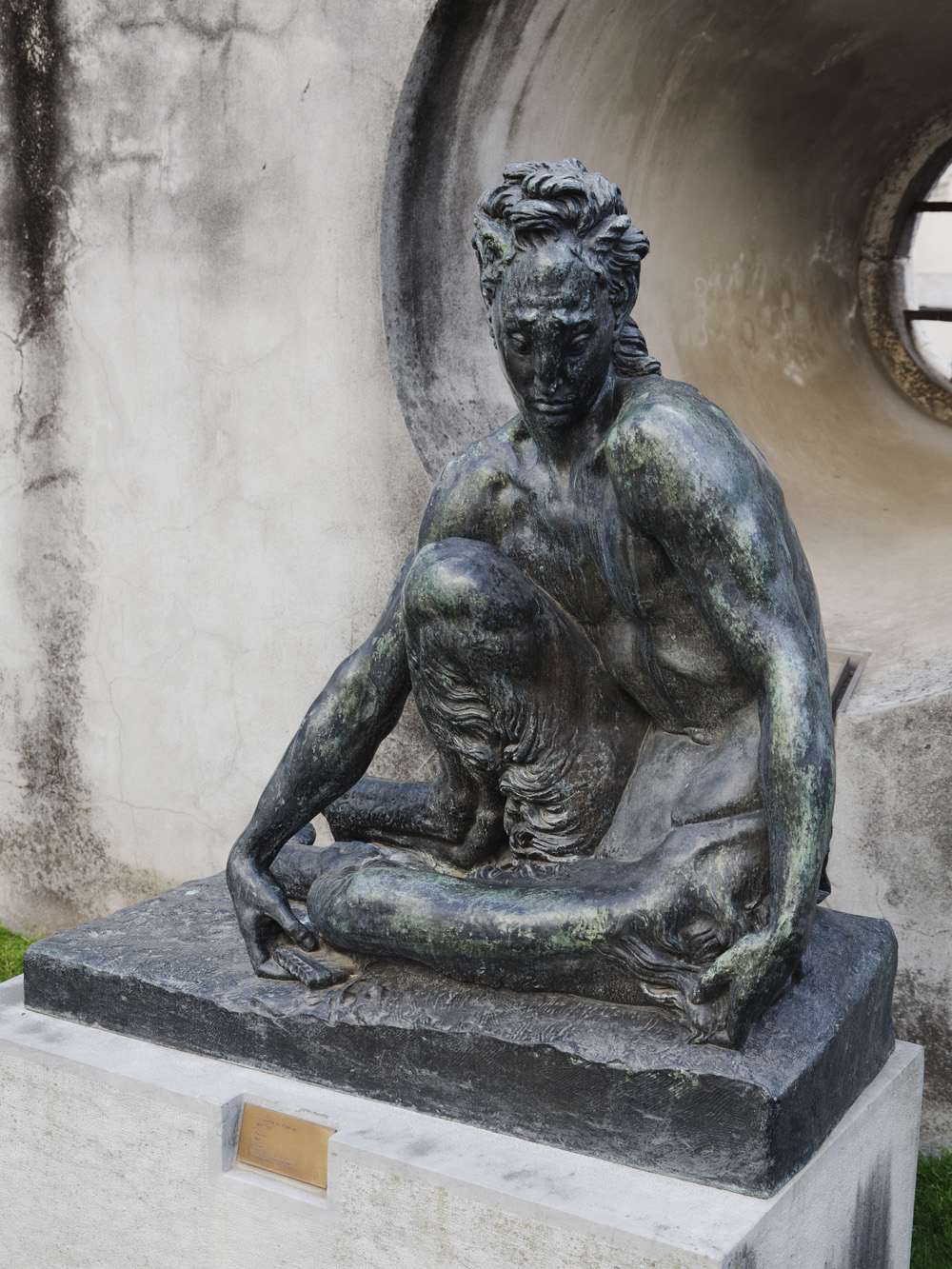
Fauno, 1927, bronze; col. Museu do Chiado

Filho do torneiro de madeira Eduardo Neves de Almeida, natural da freguesia e concelho do Cartaxo, e de Joana Tristão Neves, natural de Beja (freguesia de Baleizão), Leopoldo Neves de Almeida nasceu no dia 18 de Outubro de 1898, na freguesia dos Anjos, em Lisboa. Frequentou a Escola Oficina n.º 1, onde teve iniciação nas áreas do desenho e da escultura.
Em 1913 matricula-se no Curso Geral de Desenho da Escola de Belas-Artes de Lisboa e, três anos mais tarde, no Curso Especial de Escultura dessa mesma instituição, que termina em 1920. Na Escola de Belas-Artes foi colega de António da Costa, Álvaro de Brée, Jorge Barradas, António Soares, Porfírio Pardal Monteiro, Carlos Ramos, etc. Entre os seus professores podem destacar-se: Simões de Almeida (sobrinho); Luciano Freire (seu grande amigo); Columbano Bordalo Pinheiro.
Em 1924 participa pela primeira vez em concursos públicos (concurso para o Monumento aos Mortos da Grande Guerra, em parceria com o arquiteto Luís Cristino da Silva, onde obtém o 3.º prémio). No ano seguinte participa na decoração do Bristol Clube, remodelado por Carlos Ramos. Expõe no II Salão de Outono da SNBA de 1926. Nesse mesmo ano faz uma permanência de 4 meses em Paris; frequenta a Grande Chaumière, onde terá contactado o escultor Émile-Antoine Bourdelle. Ainda em 1926 parte para Roma, permanecendo em Itália até 1929.
Em Itália executa Melancolia do Ancestral (habitualmente denominada Fauno, ou Sátiro), que envia para Portugal e que revela fidelidade à sua formação artística de matriz oitocentista. No ano seguinte realiza, no Pensionato Artístico de Santo António dos Portugueses, Roma, a sua primeira — e única —, exposição individual. Visita Florença e Veneza. Regressa a Portugal em 1929 e apresenta diversas obras na Exposição da Sociedade Nacional de Belas Artes, entre as quais O Fauno, que lhe vale a atribuição da Medalha de 1.ª classe em Escultura.

### Regresso e maturidade
A primeira obra pública em que vai colaborar depois do regresso de Itália é na construção do Monumento ao Marquês de Pombal, Lisboa. A sua filha Helena Almeida explica: "O meu pai volta de Itália e tem a família toda a seu cargo: mãe, irmãs. O pai dele tinha morrido e não teve outra hipótese senão começar a trabalhar no que houvesse. Começou por ajudar o escultor Francisco dos Santos, que fez o «Marquês de Pombal», e entrou no circuito da estatuária e das encomendas". Com a morte de Francisco dos Santos em 1930, serão Simões de Almeida e Leopoldo de Almeida a terminar o monumento (inaugurado em 1934). Nesse mesmo ano participa no I Salão dos Independentes, ao lado dos artistas portugueses mais avançados da época.
A 30 de janeiro de 1932, casou civilmente em Lisboa com a cidadã brasileira Marina de Sousa Neves e Castro (Rio de Janeiro, c. 1907), doméstica, filha de José Maria de Sousa Neves e Castro, natural de Vila Real, e de Dolores Alderete, doméstica, natural de Granada, Espanha. Foram padrinhos de casamento o escultor José Simões de Almeida (Sobrinho) e a sua esposa Margarida de Alcântara Simões de Almeida. Deste casamento nasceu a futura artista plástica Helena Almeida.
Em 1932 leciona desenho na Sociedade Nacional de Belas Artes, dando início à atividade docente. Dois anos mais tarde e após vencer o concurso oficial, entra em funções como professor de Desenho da Escola de Belas-Artes de Lisboa, que irá acumular, já na década de 1950, com o ensino da Escultura, cessando as suas funções em Abril de 1963.
Em 1934 realiza baixos-relevos para a fachada do Cineteatro Éden (projeto de remodelação de Cassiano Branco), de inspiração bourdelliana. Em associação com Pardal Monteiro, vence o concurso para o Monumento António José de Almeida, Lisboa, que seria inaugurado em 1937 e que, segundo José Augusto França, "teve importância na estatuária da época e cuja figura tutelar da República, modernizante, merece atenção especial". Realiza peças para a Igreja de Nossa Senhora do Rosário de Fátima, também de Pardal Monteiro, inaugurada em 1938: Virgem e os pastorinhos de Fátima; Ressurreição de São Lázaro; São João Baptista.

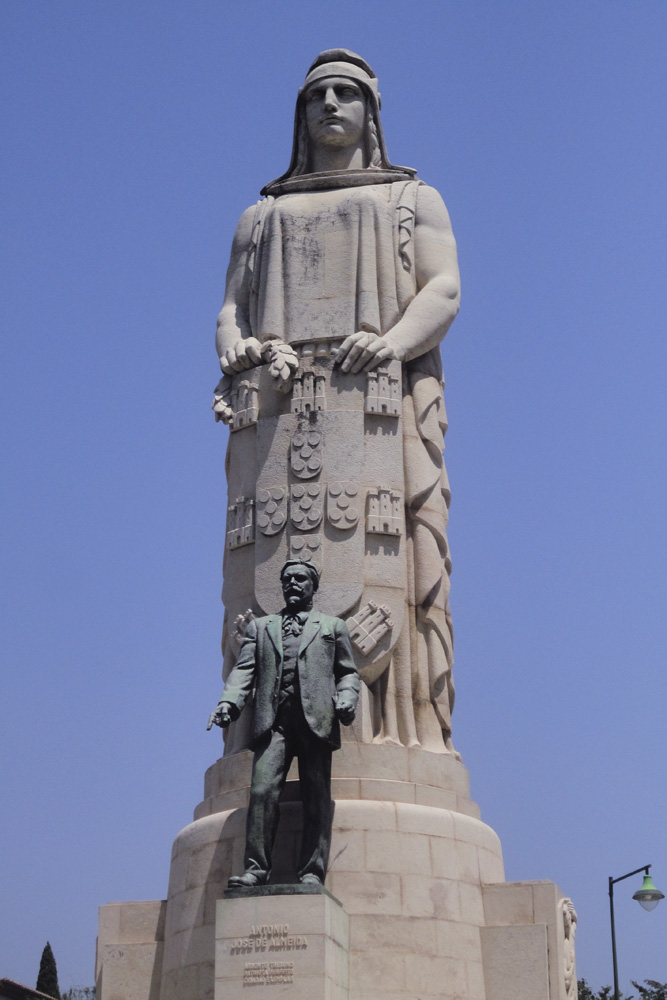
Monumento a António José de Almeida, Lisboa, 1935-37 (colaboração com Porfírio Pardal Monteiro)

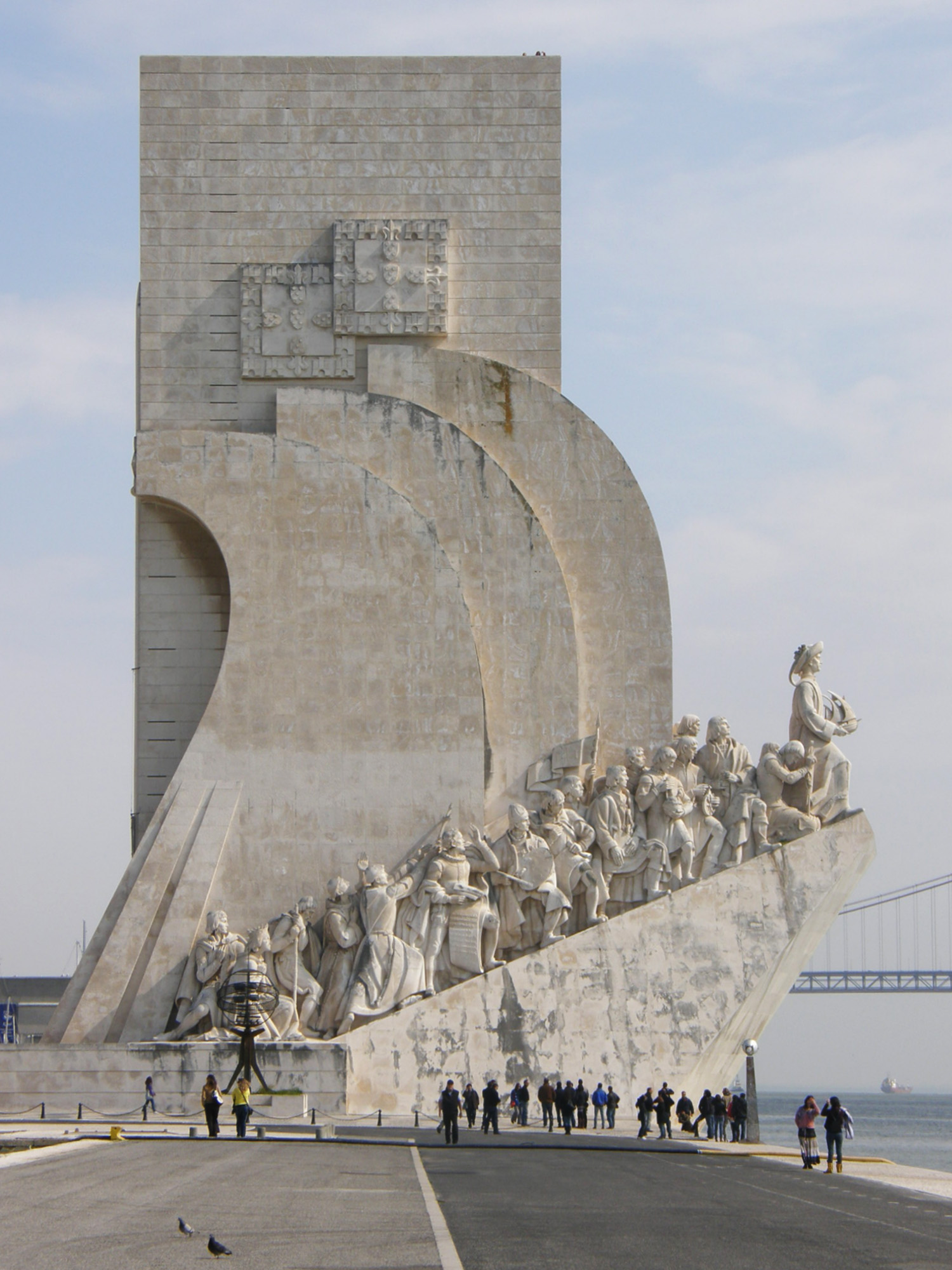
Padrão dos Descobrimentos, 1940 (1960), Belém, Lisboa

Leopoldo de Almeida irá adaptar-se com naturalidade ao contexto político e cultural nacional e ao seu programa específico para a escultura, "baseado na adequação das formas a uma linguagem modernizante e na concretização de programas monumentais comemorativos. […] A época em que mais produz coincide com o tempo das grandes encomendas públicas fomentadas pelo Estado Novo e pela "política do espírito" de António Ferro, sendo o escultor que mais encomendas públicas executou naquele período. Leopoldo de Almeida entende o programa ideológico e estético do regime, no qual se integra o seu gosto naturalista tradicional, que alia a subtis evocações modernistas". É dentro destes parâmetros que concebe as estátuas do Marechal Carmona (apresentada na Feira Mundial de Nova Iorque de 1939-40), de Oliveira Salazar (Santa Comba Dão, 1939) ou o baixo-relevo Prisão de Gungunhana, para o Monumento a Mouzinho de Albuquerque (Lourenço Marques, actual Maputo, 1940).
A década de 1940 será marcante na obra do escultor. Em 1940 é-lhe atribuída a Medalha de Honra da SNBA e o Prémio Soares dos Reis do SPN. Nesse mesmo ano participa na Exposição do Mundo Português com trabalhos de grande vulto caracterizados por um "academismo modernizado praticado com segurança": Soberania e Padrão dos Descobrimentos. Soberania surge-nos sob a forma de uma figura imponente, coração do complexo arquitetural em que se insere. Concebido de parceria com Cottinelli Telmo, o Padrão dos Descobrimentos poderá ser visto como a "síntese final do espírito da exposição e da sua arquitetura necessária e possível"; nele o escultor integra "dezenas de figuras de navegadores e conquistadores subindo, sempre sob a influência formal de Nuno Gonçalves, em duas rampas convergentes na direção do Infante D. Henrique, hirto como à proa de uma nave".

### Representação em coleções; condecorações
A partir de 1954 fez doações significativas de obras de sua autoria ao Museu José Malhoa, Caldas da Rainha. São trabalhos de fases diferentes e importância díspar, mas que permitem conhecer quem foi o escultor Leopoldo de Almeida e que outras obras realizou para além das que povoam praças e jardins. Está representado em inúmeras coleções, públicas e privadas, entre as quais: Centro de Arte Moderna da Fundação Calouste Gulbenkian, Lisboa; Museu do Chiado, Lisboa; Museu de José Malhoa, Caldas da Rainha; Museu da Cidade de Lisboa; etc.
Em 1929, pelo grupo estrutural Homenagem póstuma, Leopoldo Neves de Almeida recebeu o Prémio Rocha Cabral, atribuído pelo Conselho de Arte e Arqueologia da Academia Nacional de Belas Artes de Lisboa, juntamente com Fernando dos Santos e Domingos Rebelo.
Além das Medalhas da SNBA e do Prémio Soares dos Reis Leopoldo de Almeida recebeu a Medalha de Benemerência da Cruz Vermelha Portuguesa (1973).
Leopoldo de Almeida foi feito Comendador da Ordem Militar de Sant'Iago da Espada em 1941 (4 de Março) tendo sido elevado a Grande-Oficial desta ordem em 12 de Março de 1970. Entre estas duas datas foi feito Oficial da Ordem da Instrução Pública em 1956 (10 de Abril), sendo elevado ao grau de Comendador desta ordem em 5 de Setembro de 1957.
Morreu a 28 de abril de 1975, na freguesia de S. Mamede, em Lisboa, onde residia, vítima de tromboses cerebrais, aos 76 anos. Foi sepultado no Cemitério dos Prazeres.

## Algumas obras
- Fauno, 1927, col. Museu do Chiado.
- Baixos-relevos, 1934, fachada do Cineteatro Éden, Lisboa.
- Monumento a António José de Almeida, 1935–37, Lisboa(em colaboração com Porfírio Pardal Monteiro).
- Padrão dos Descobrimentos, 1940 (versão atual: 1960), Belém, Lisboa (em colaboração com Cottinelli Telmo).
- Óscar Carmona, Jardim do Museu da Cidade, Lisboa.
- Monumento a D. Sancho I, 1946, Castelo de Silves.
- A Família, 1947, jardins da Presidência do Conselho de Ministros, Lisboa.[8]
- Ramalho Ortigão, 1948-49, Jardim da Cordoaria, Porto.
- D. Afonso Henriques, 1950, Campo Grande, Lisboa.
- D. João I, 1950, Campo Grande, Lisboa.
- Eça de Queiroz, 1952, Praça do Almada, Póvoa de Varzim.
- Marcelino Mesquita, 1956, Cartaxo.
- António Feliciano de Castilho, Av. da Liberdade, Lisboa.
- Justiça, c. 1960, Palácio da Justiça, Porto.
- Estátua equestre de Nuno Álvares Pereira, 1961, Batalha.
- Estátua equestre de D. João I, Praça da Figueira, Lisboa.
- Monumento ao Infante D. Henrique, Lagos.
- Monumento a Calouste Gulbenkian, 1974, jardins da Fundação Calouste Gulbenkian, Av. de Berna, Lisboa.

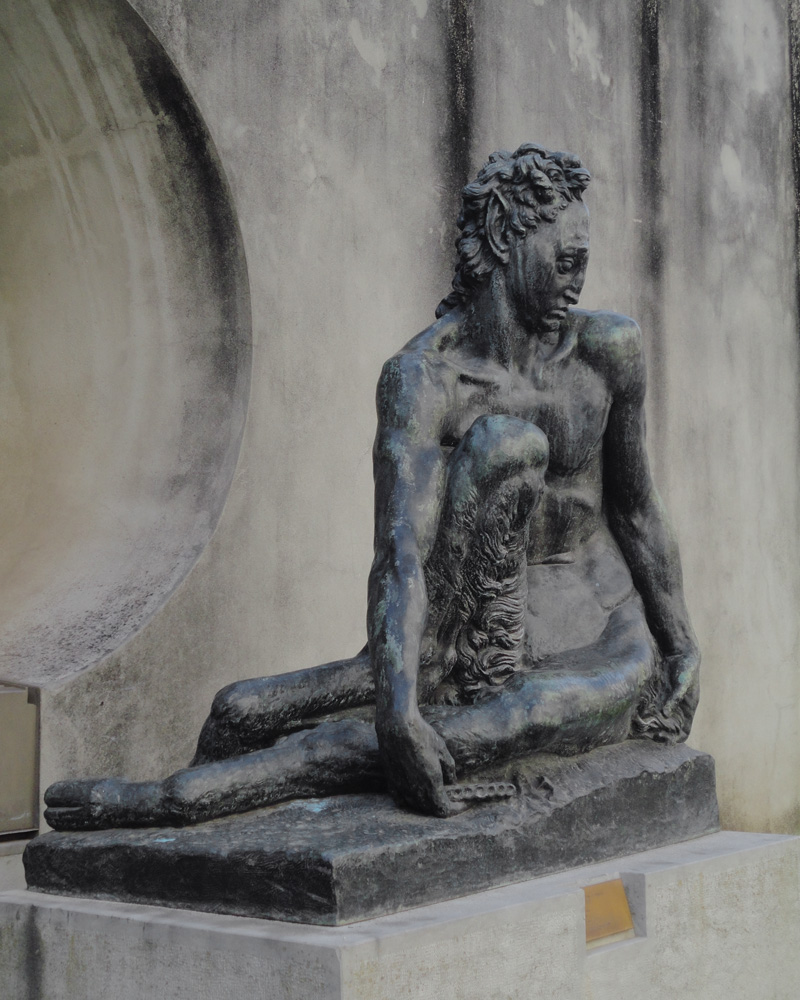
Fauno, 1927, bronze; col. Museu do Chiado
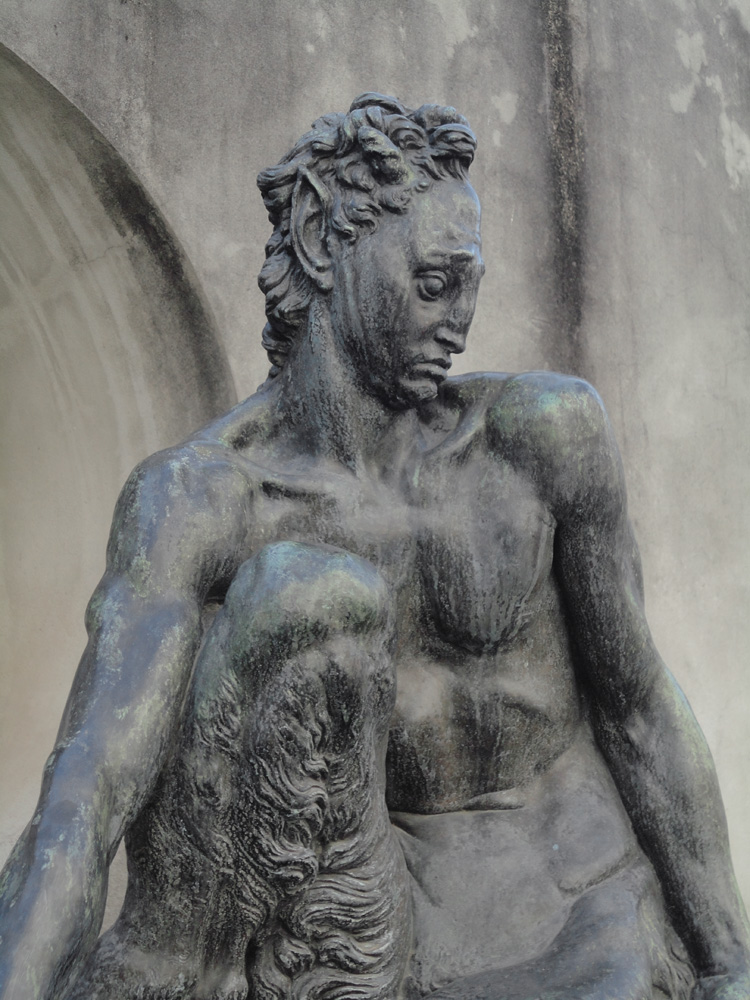
Fauno, 1927, bronze; col. Museu do Chiado

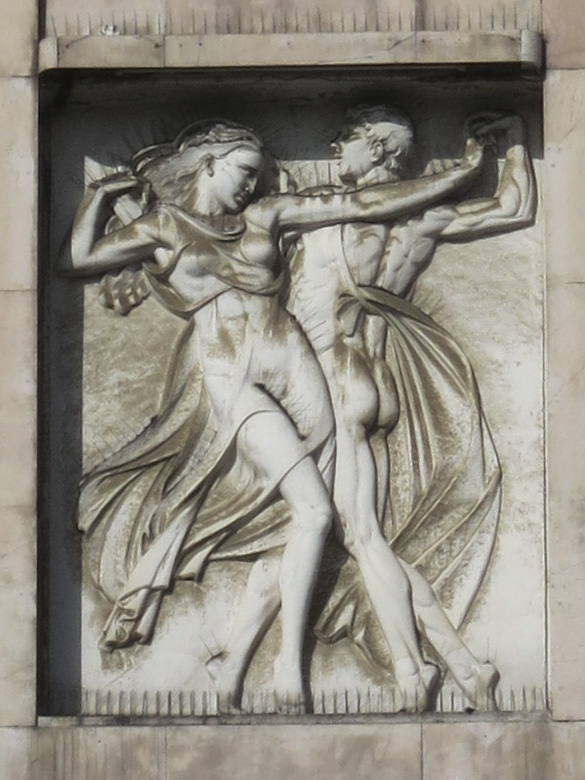
Baixo-relevo, c.1934, Cineteatro Éden, Lisboa
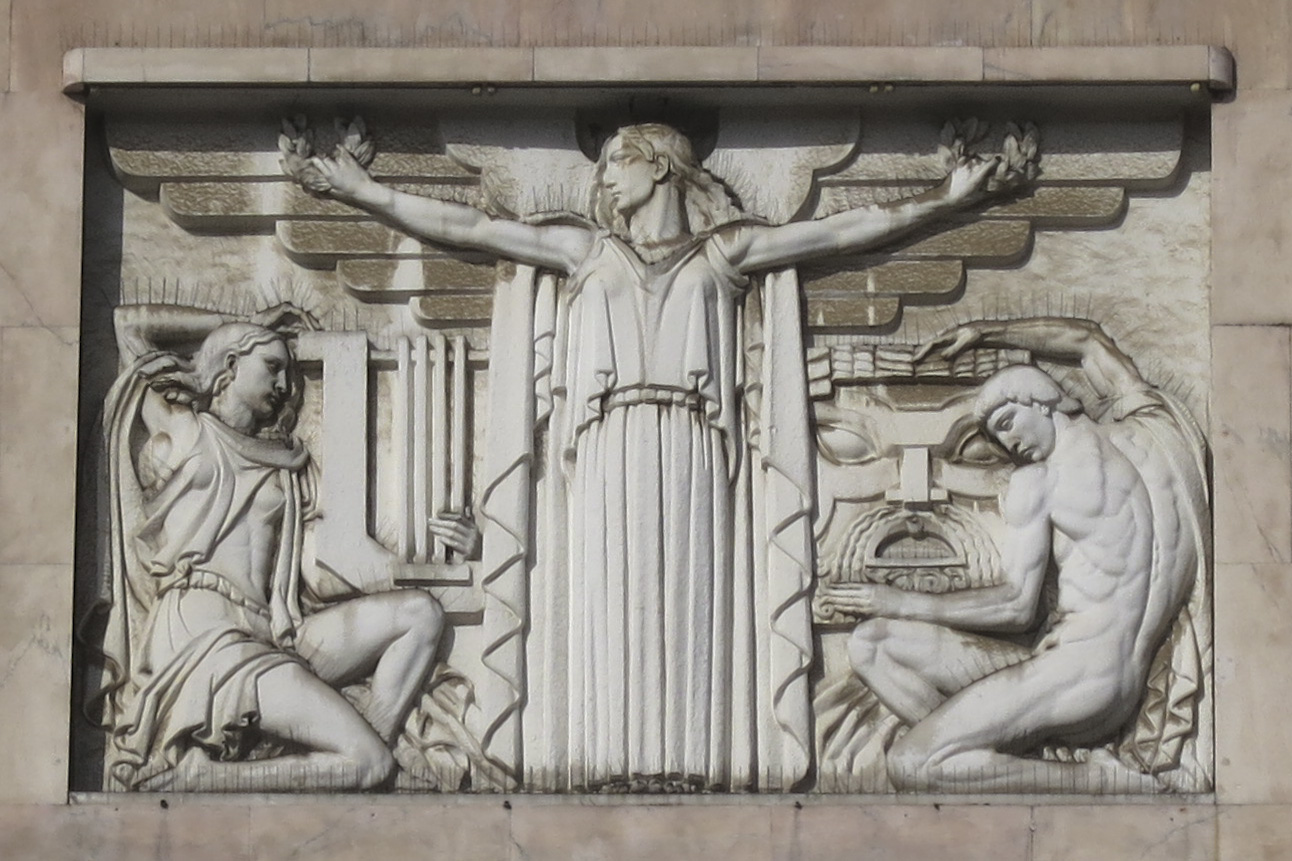
Baixo-relevo, c.1934, Cineteatro Éden, Lisboa
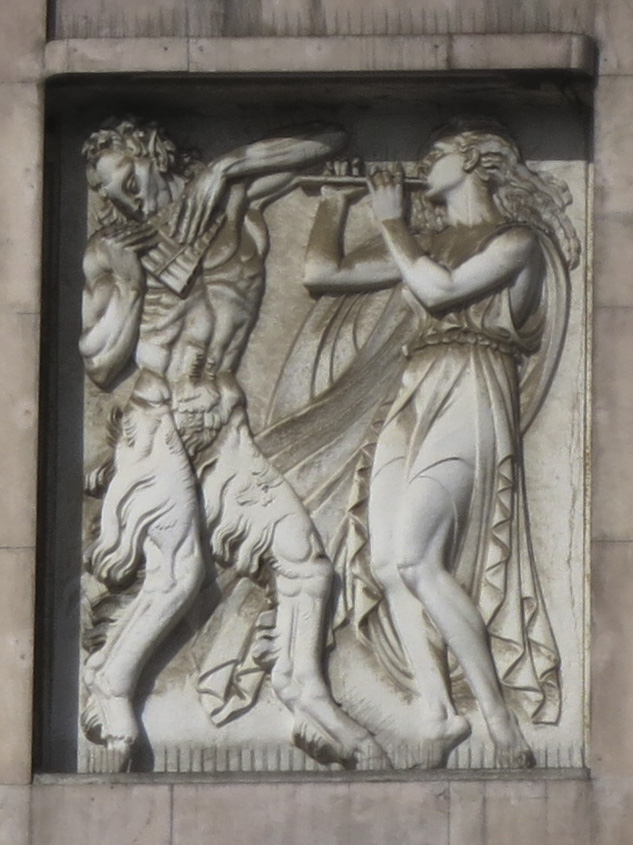
Baixo-relevo, c.1934, Cineteatro Éden, Lisboa

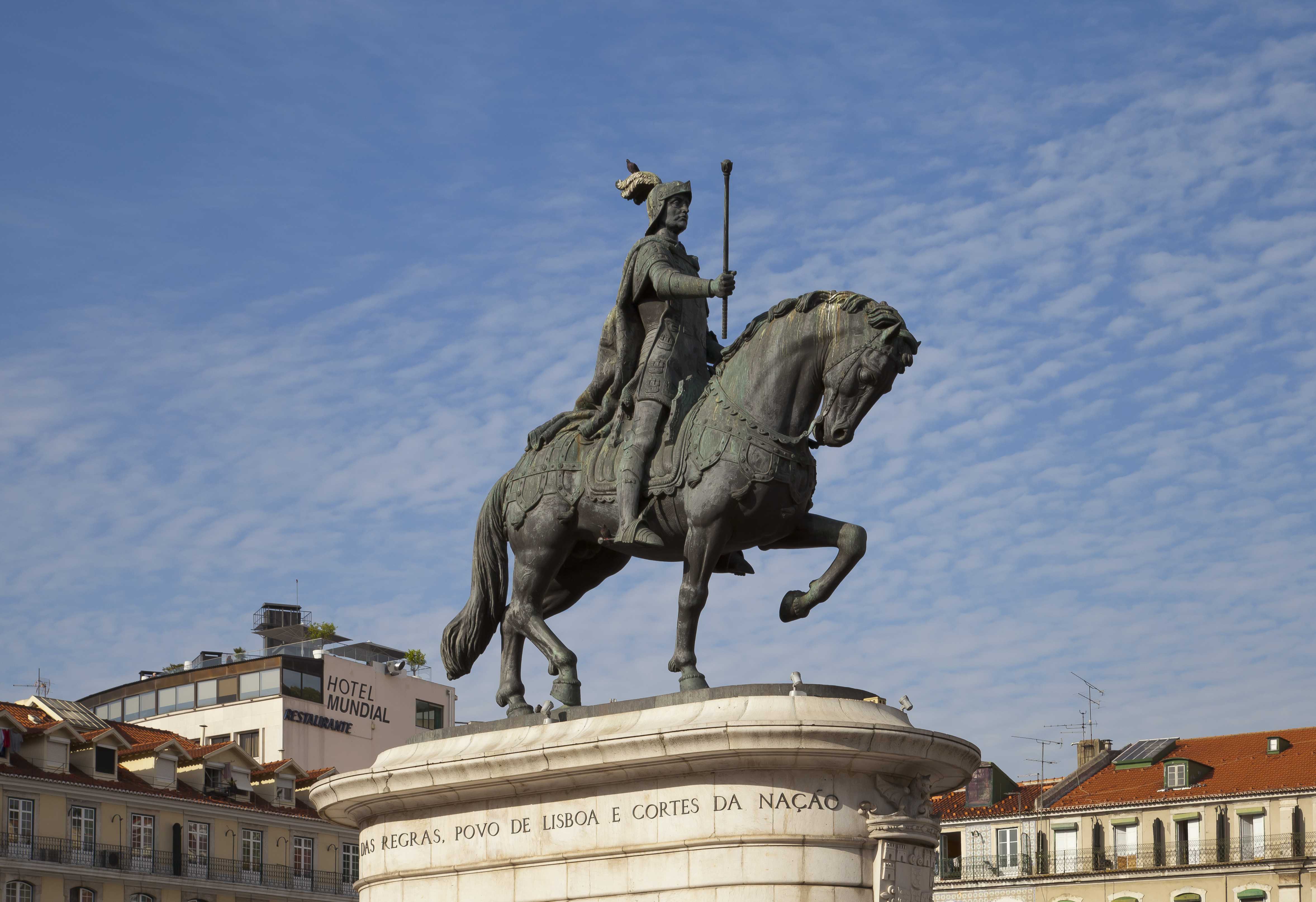
Estátua equestre de D. João I, Praça da Figueira, Lisboa
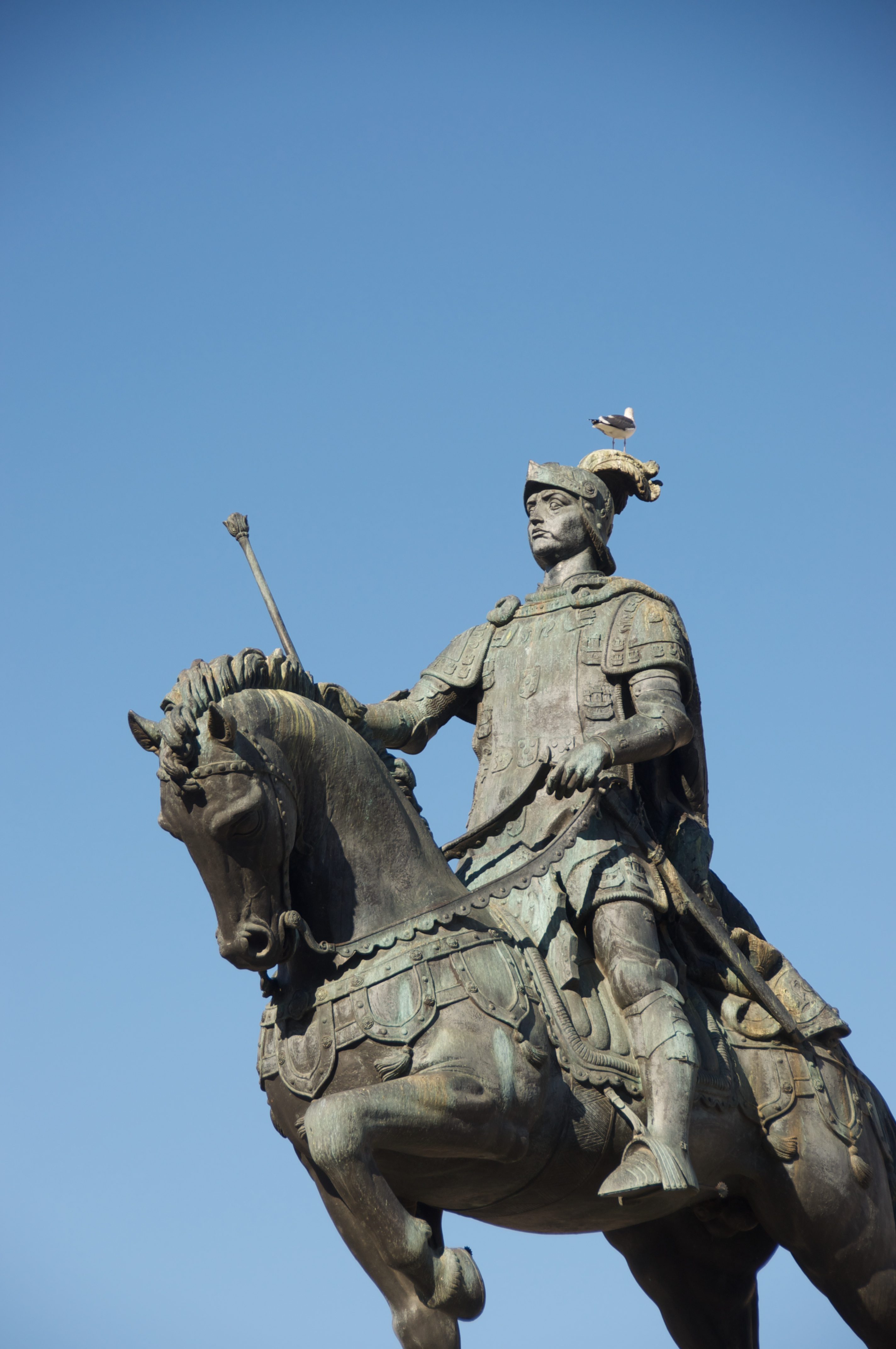
Estátua equestre de D. João I, Praça da Figueira, Lisboa
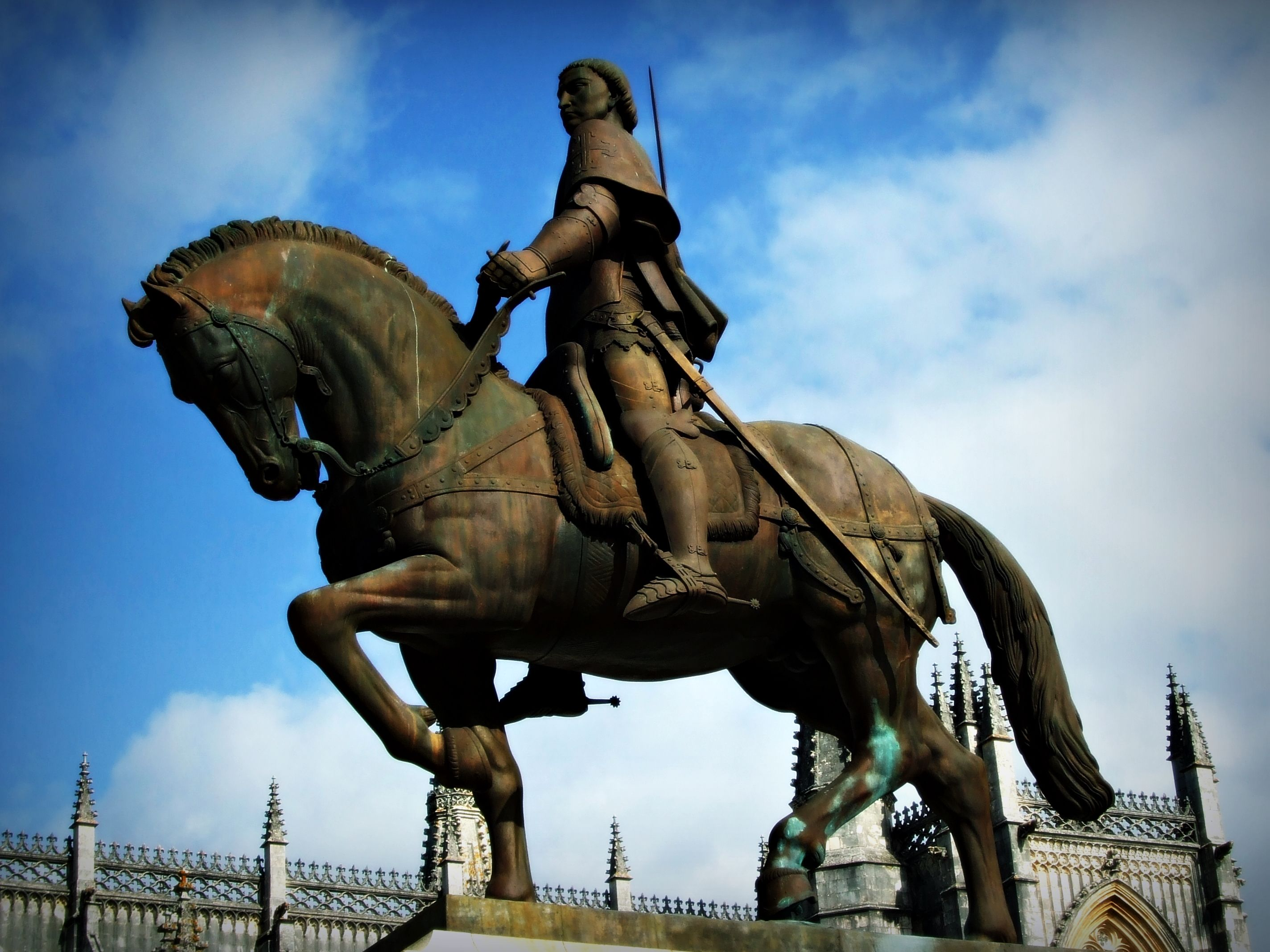
Monumento a D. Nuno Álvares Pereira, Batalha
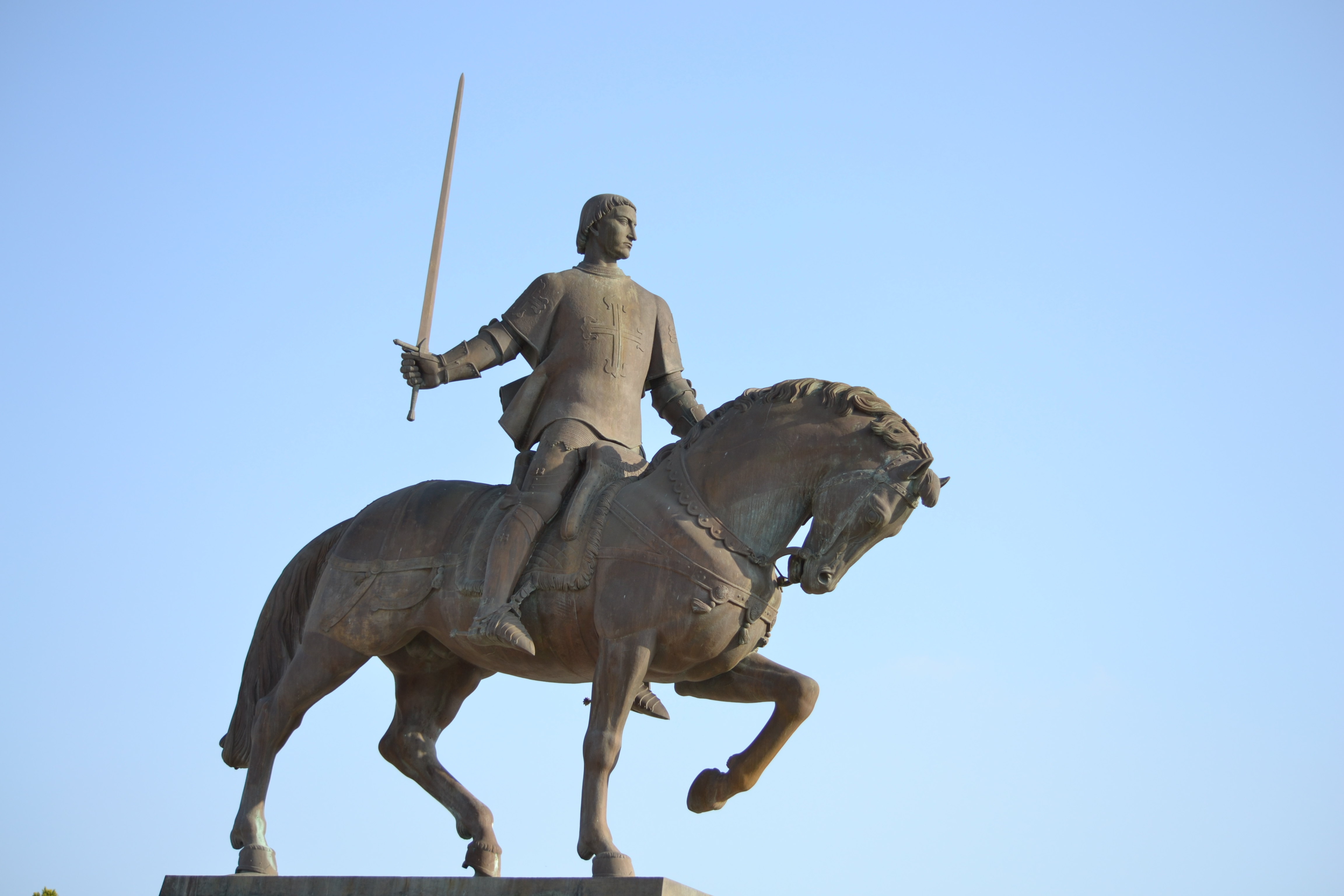
Monumento a D. Nuno Álvares Pereira, Batalha

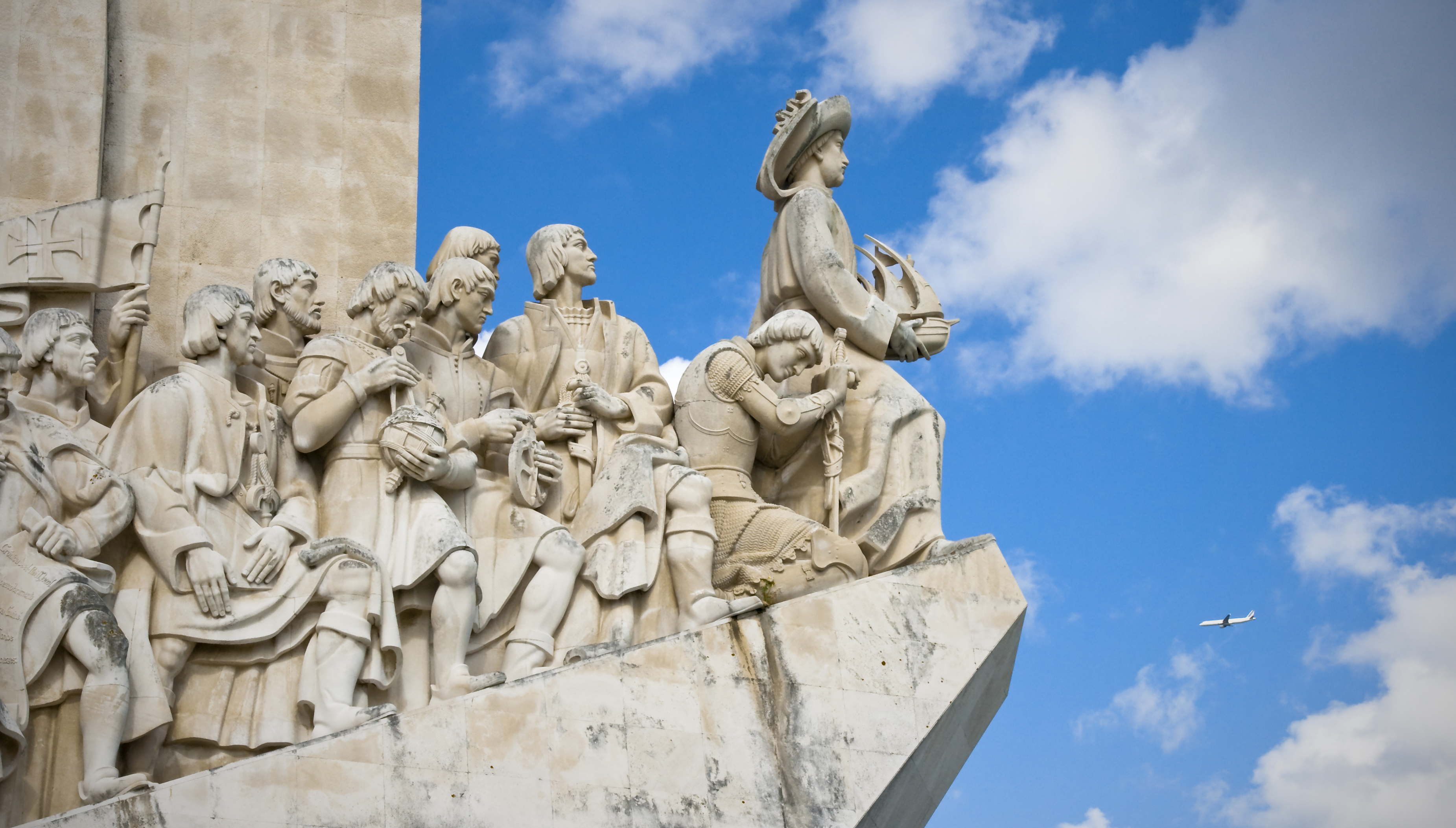
Padrão dos Descobrimentos, 1940 (1960), Belém, Lisboa
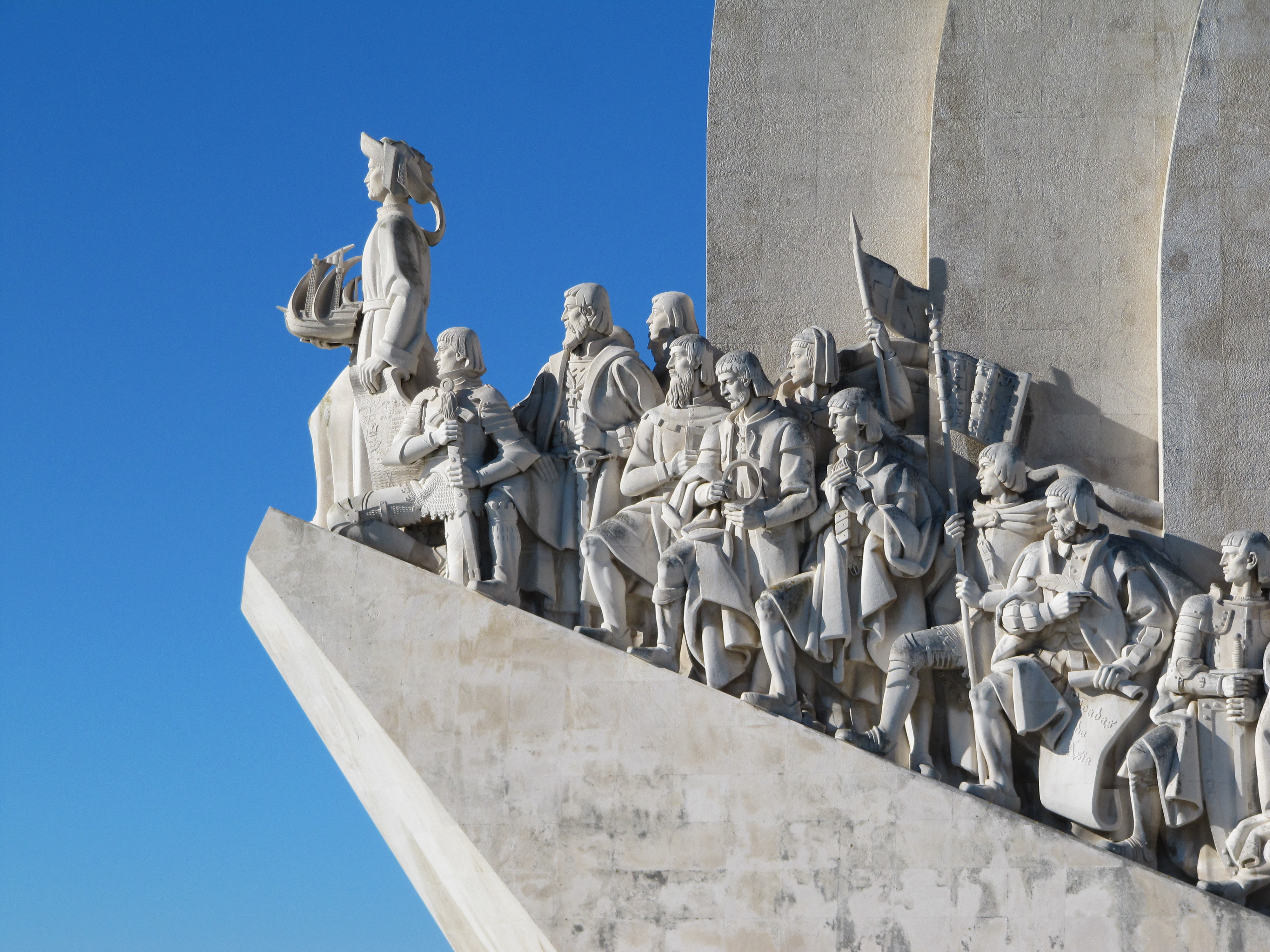
Padrão dos Descobrimentos, 1940 (1960), Belém, Lisboa
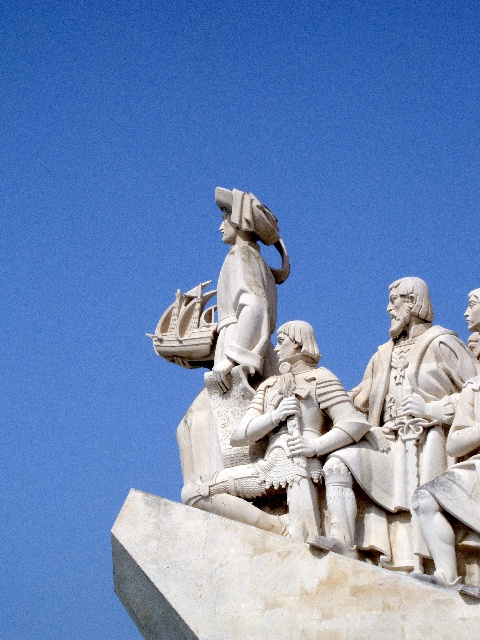
Padrão dos Descobrimentos, 1940 (1960), Belém, Lisboa
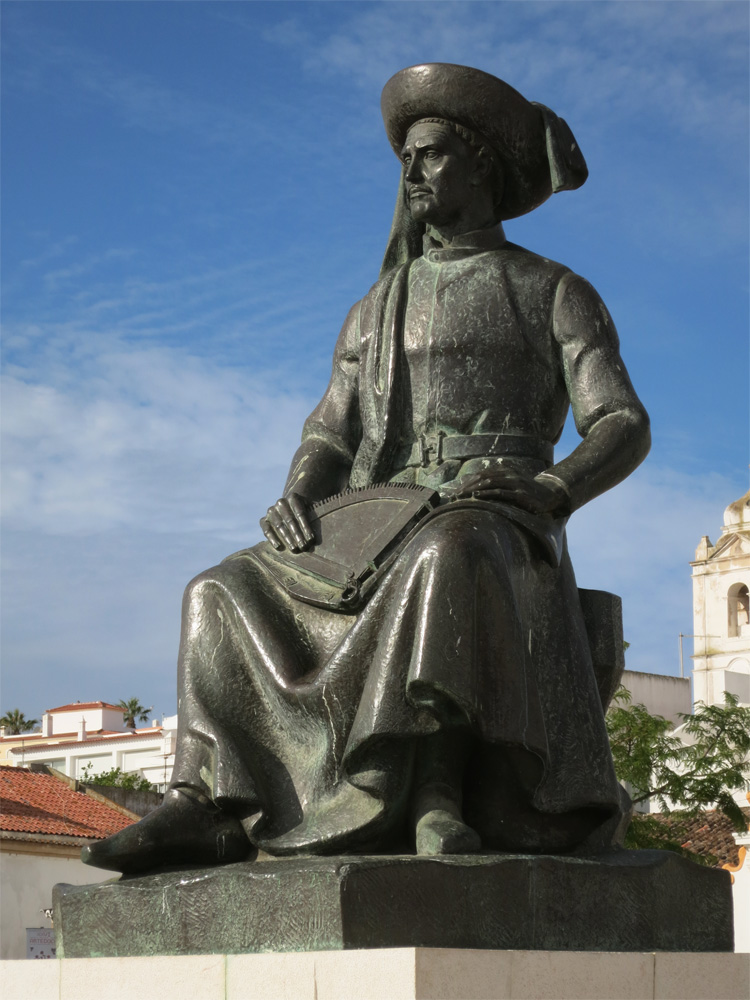
Monumento ao Infante D. Henrique, Lagos

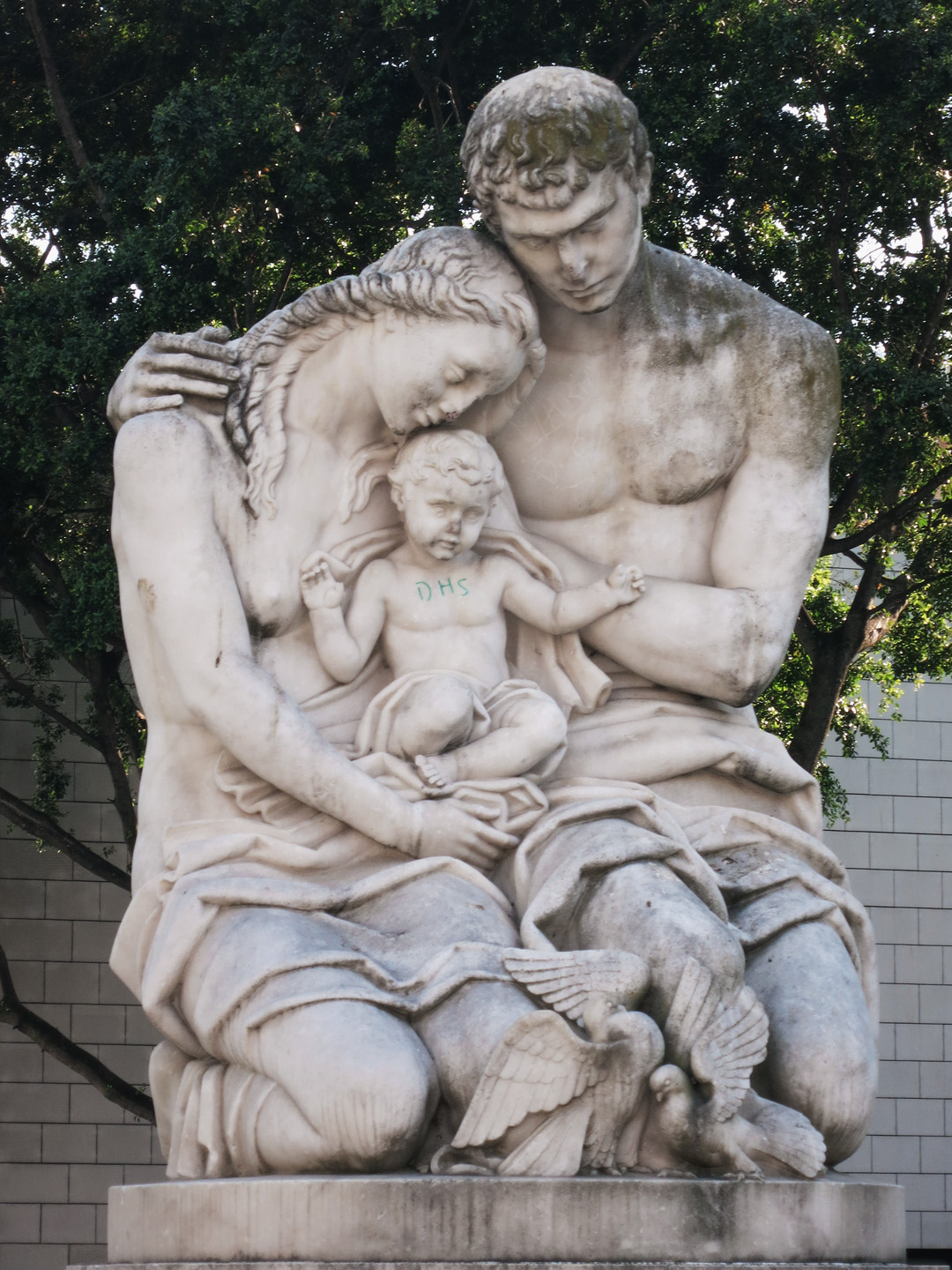
A Família, 1947-49
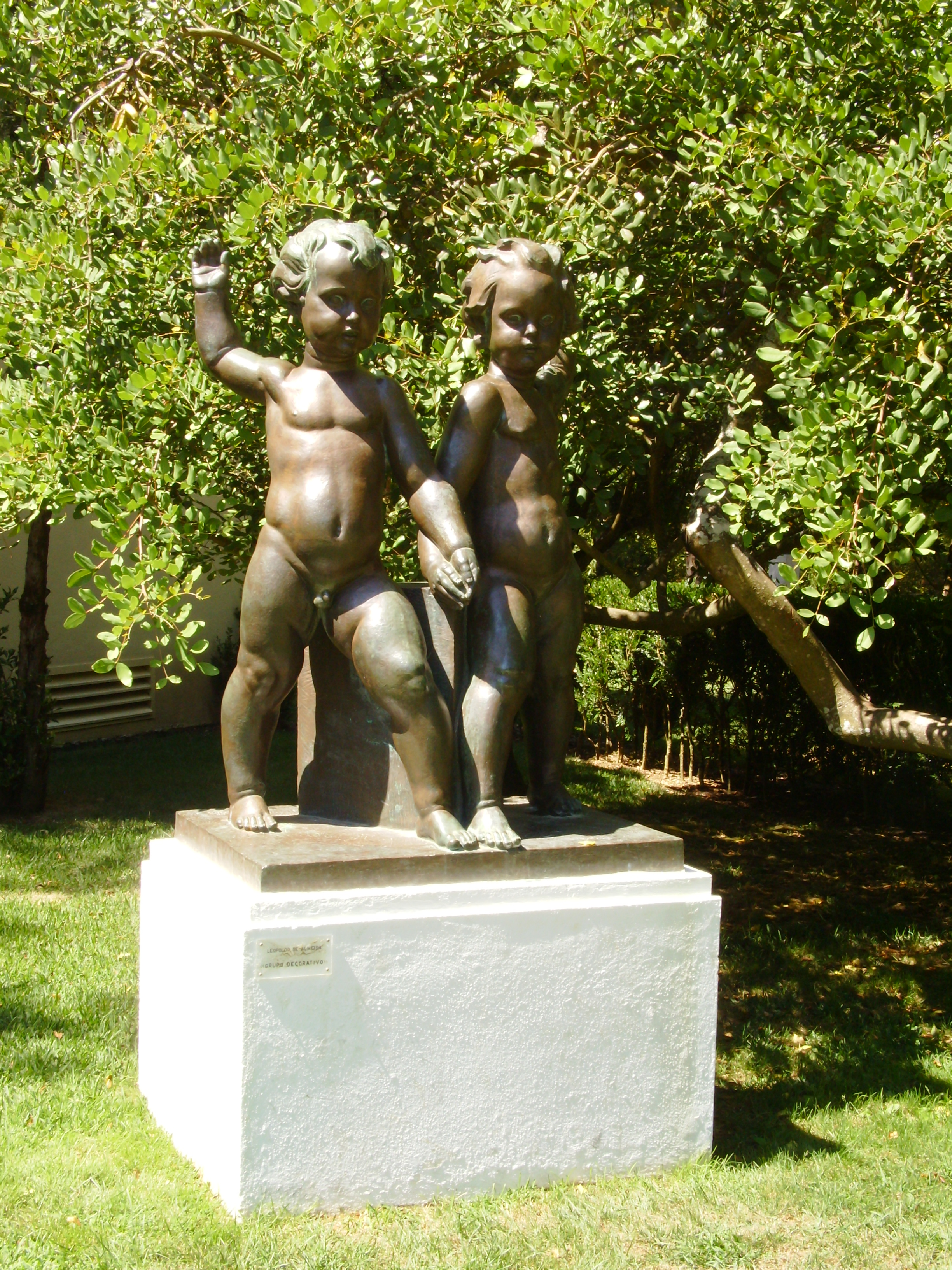
Grupo Decorativo, bronze, Parque D. Carlos I, Caldas da Rainha
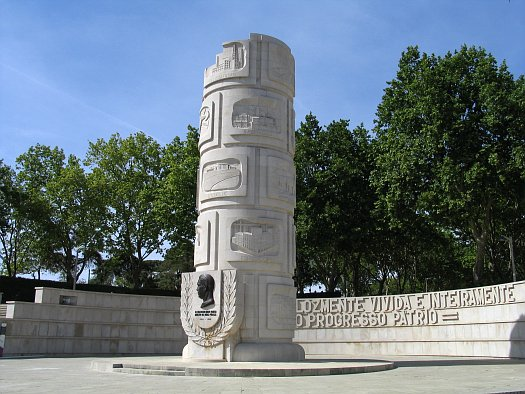
Monumento a Duarte Pacheco, 1953, Loulé (com Luís Cristino da Silva)
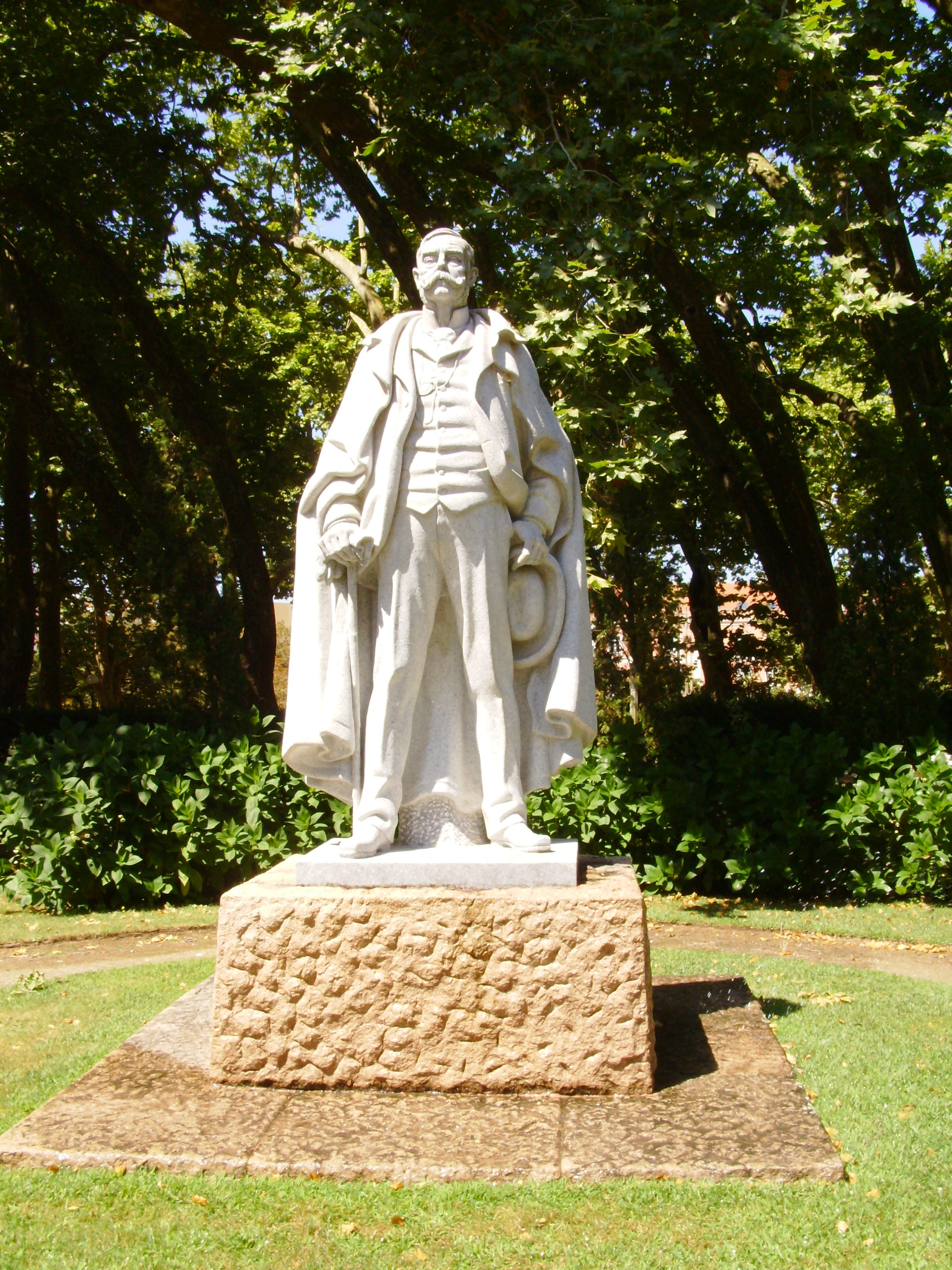
Monumento a Ramalho Ortigão, Parque D. Carlos I, Caldas da Rainha
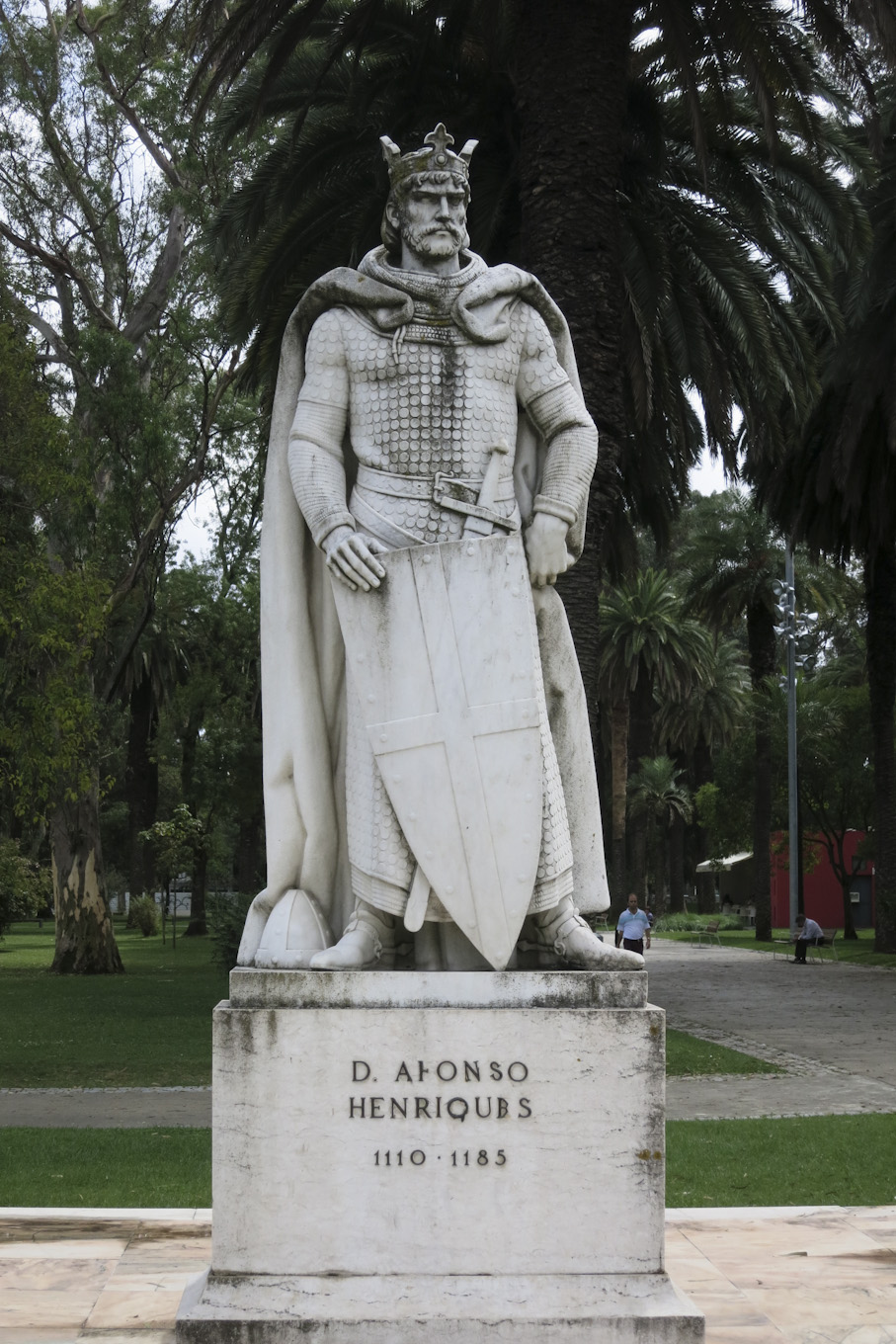
D. Afonso Henriques, 1950, Campo Grande, Lisboa.
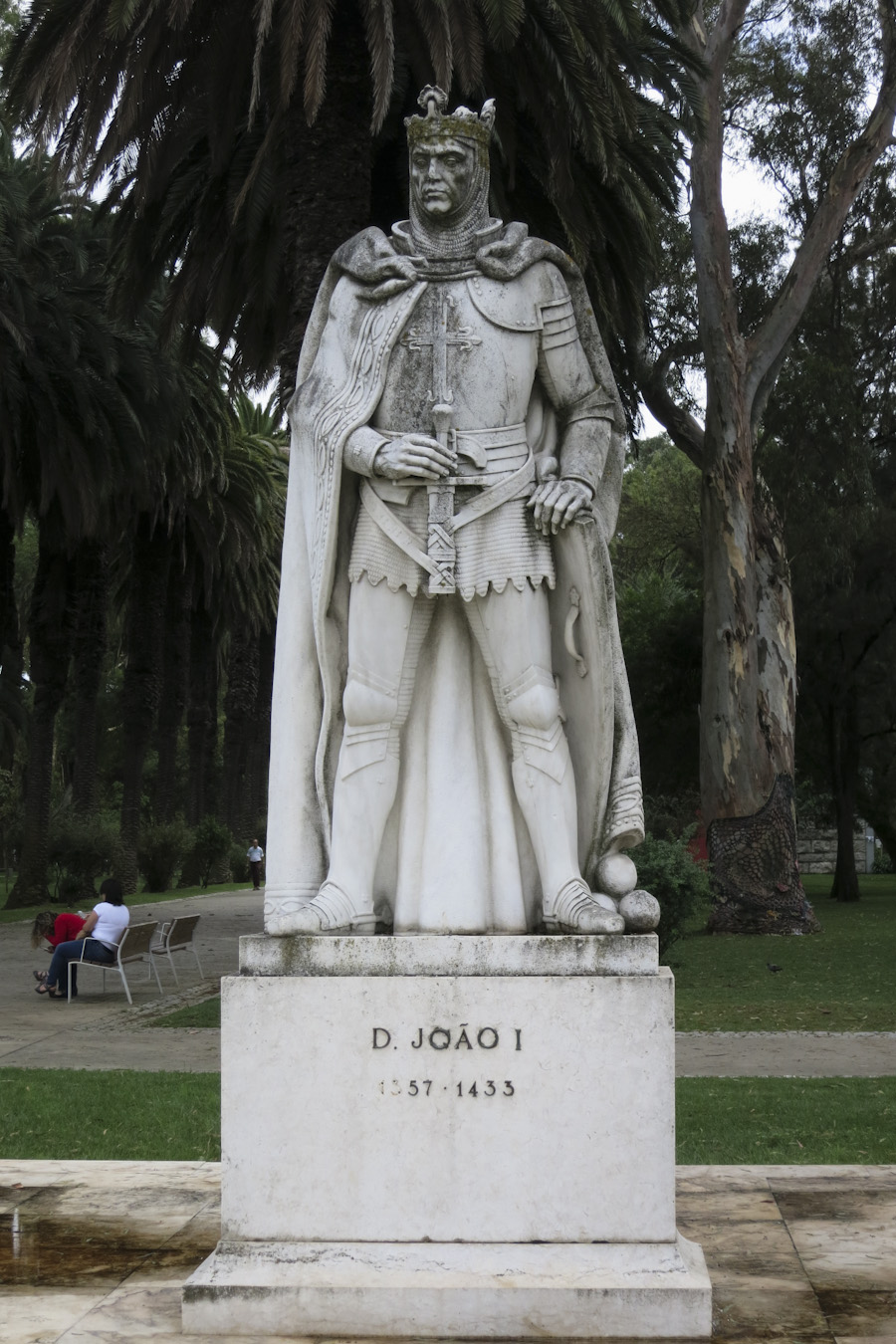
D. João I, 1950, Campo Grande, Lisboa.
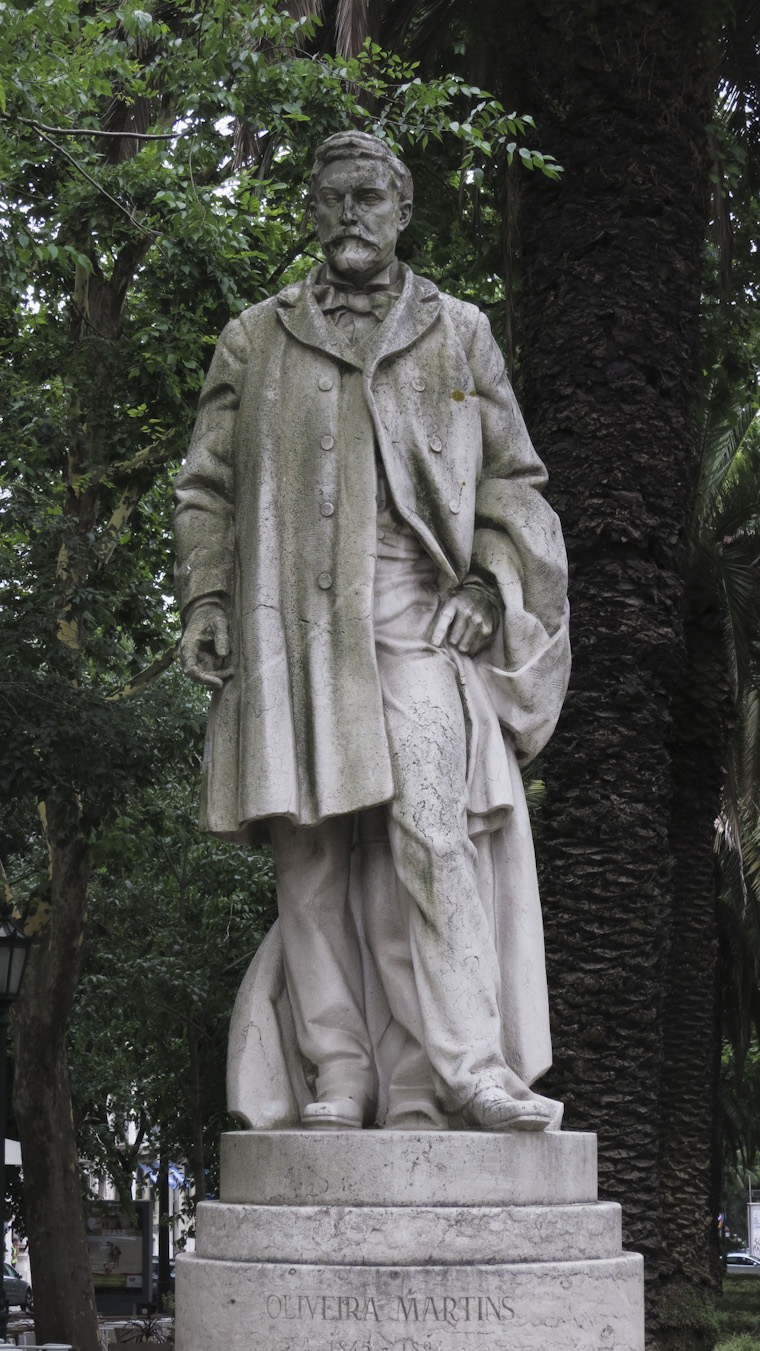
Estátua de Oliveira Martins, Av. da Liberdade, Lisboa
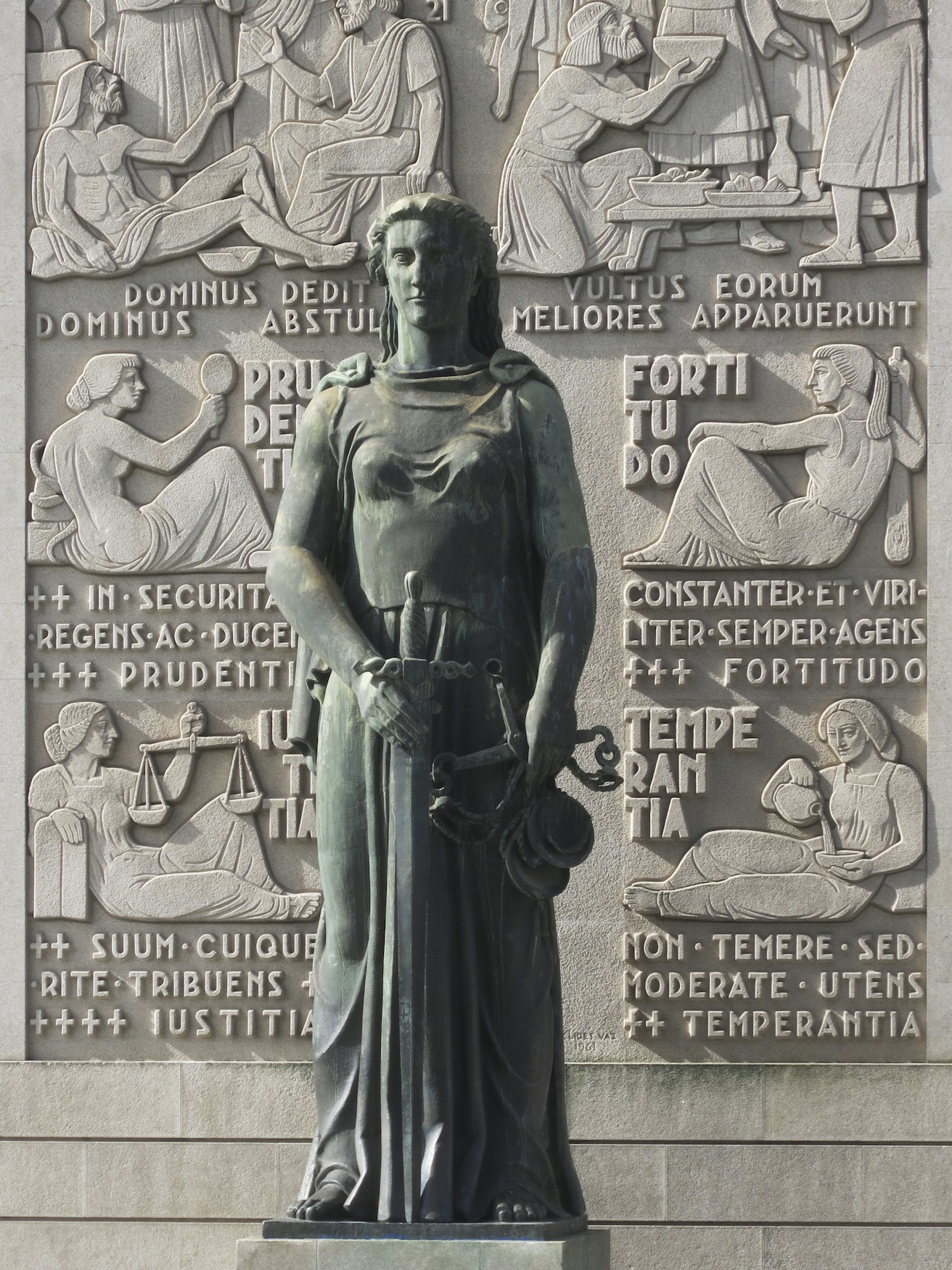
Justiça, c. 1960, bronze (baixo relevo de Euclides Vaz)
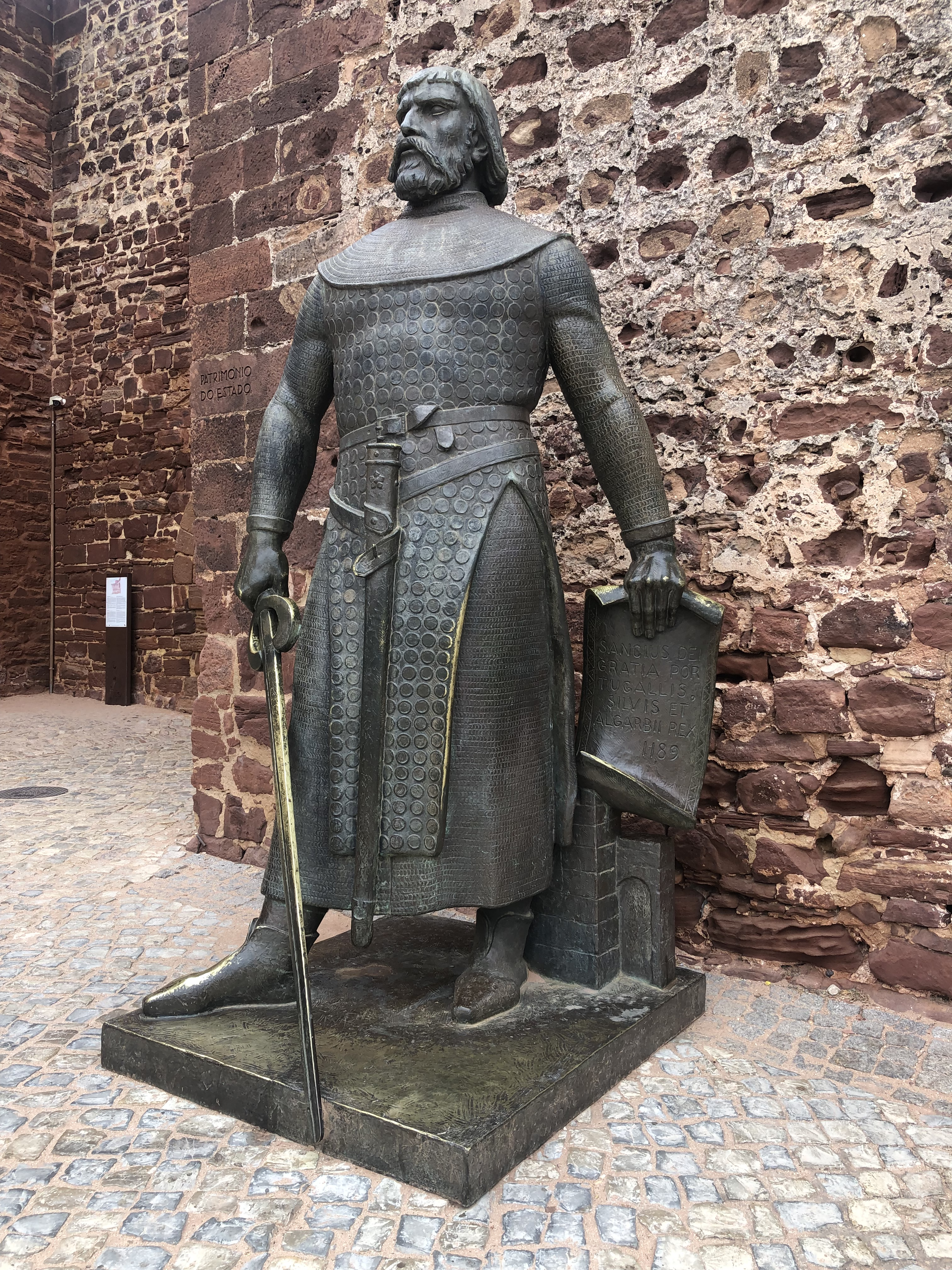
Estátua do Rei D. Sancho I, 1965, instalada à entrada do Castelo de Silves, Portugal.
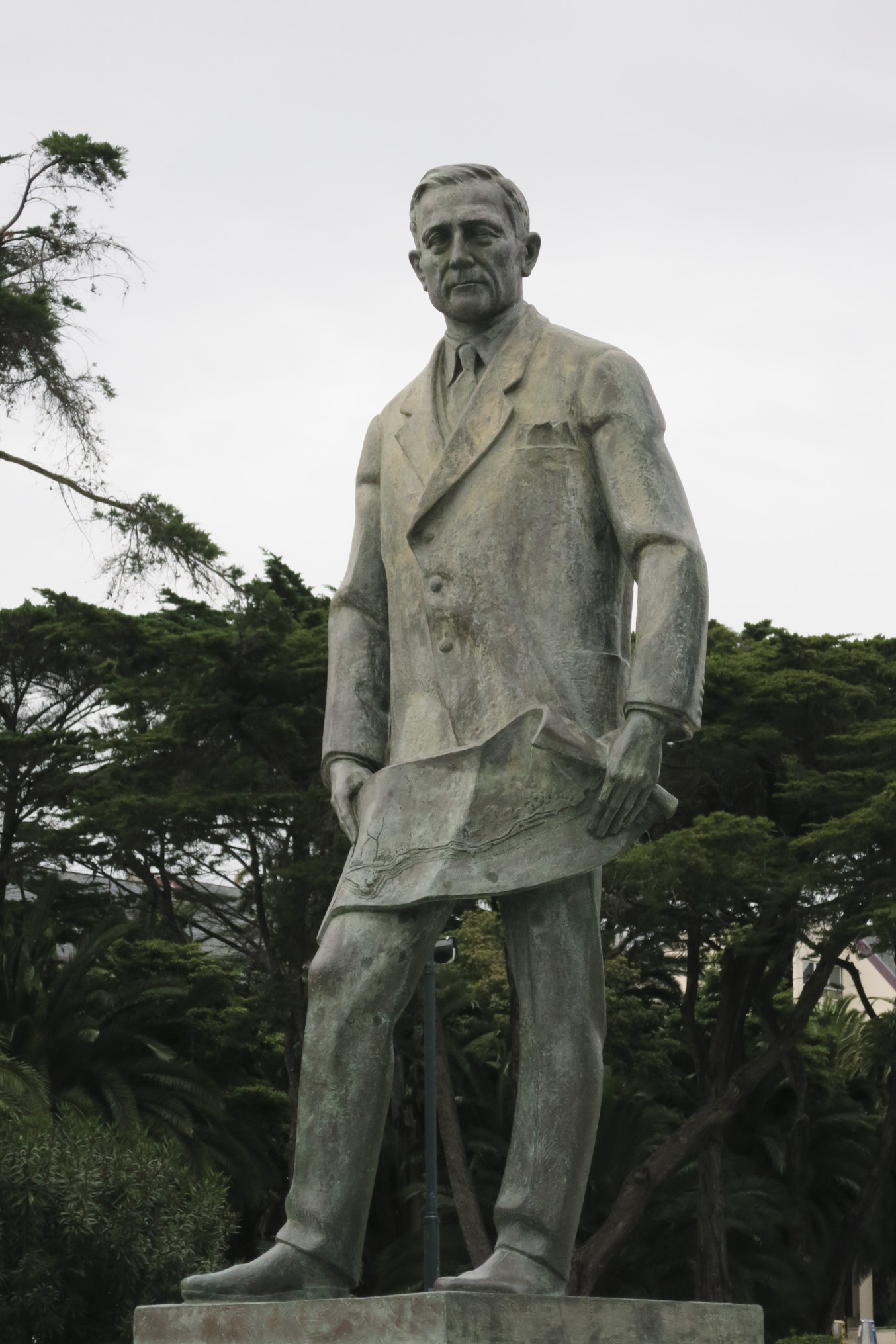
Monumento a Fausto Cardoso de Figueiredo, 1971, Estoril
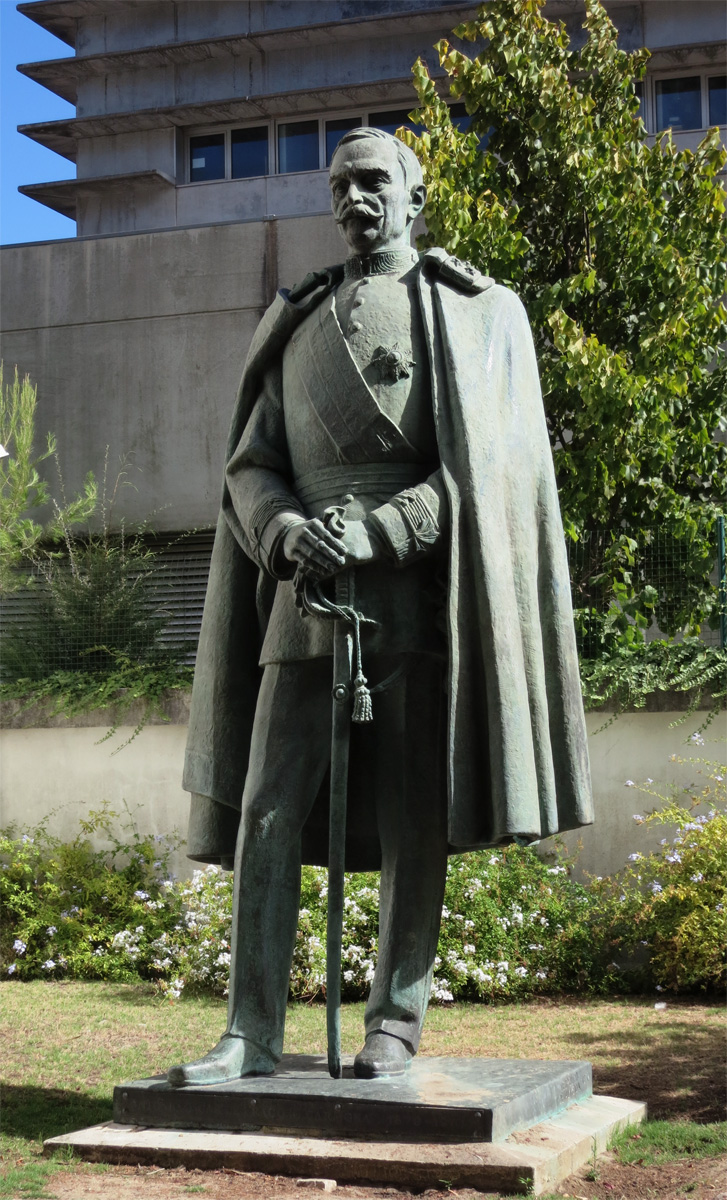
Óscar Carmona, 1970, jardins do Museu da Cidade, Lisboa
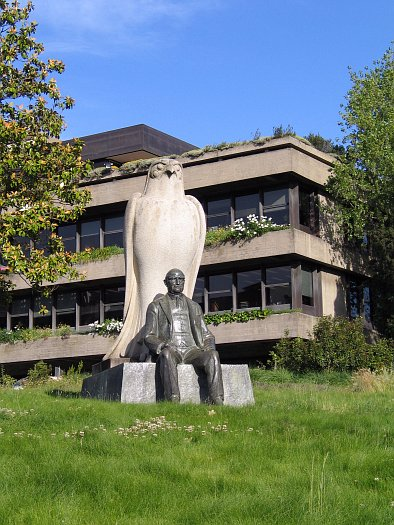
Monumento a Calouste Gulbenkian, Avenida de Berna, Lisboa